# Musa Hajdari
Musa Hajdari (ur. 11 października 1987 w Kosovskiej Kamenicy) – kosowski lekkoatleta specjalizujący się w biegach średniodystansowych. Wicemistrz krajów bałkańskich w biegu na 800 metrów (2016) i mistrz małych krajów Europy w tej samej konkurencji (2016). Olimpijczyk (2016). Uczestnik mistrzostw świata (2015) i Europy (2016). Wielokrotny rekordzista Kosowa i medalista mistrzostw tego kraju.

## Życiorys
Hajdari w 2015 roku został zgłoszony do udziału w biegu na 800 metrów podczas Mistrzostw Świata w Lekkoatletyce 2015. Był to debiut Kosowa w lekkoatletycznych zawodach tej rangi, a Hajdari był jedynym reprezentantem tego kraju w tej imprezie. W eliminacjach tej konkurencji w 4. biegu zajął 7. pozycję z czasem 1:47,70 (w biegu tym z Hajdarim przegrał tylko Brice Etès), uzyskując 21. czas w gronie 44 startujących w tej fazie zawodów i odpadł z dalszej rywalizacji.
W 2016 roku zwyciężył w biegu na 800 metrów podczas 1. edycji mistrzostw małych krajów Europy. W tym samym roku zdobył także srebrny medal mistrzostw krajów bałkańskich w biegu na 800 metrów, przegrywając tylko z Amelem Tuką, a podczas tej imprezy wystąpił także w kosowskiej sztafecie 4 × 400 metrów, która zajęła 7. pozycję. Hajdari w tym samym roku został również zgłoszony do biegu na 800 metrów w ramach mistrzostw Europy seniorów – w 1. biegu eliminacyjnym zajął 5. miejsce z czasem 1:48,97, nie uzyskując awansu do półfinału (jego rezultat był najlepszym spośród zawodników, którzy odpadli w tej fazie rywalizacji). W sierpniu 2016 wziął udział w Letnich Igrzyskach Olimpijskich 2016, gdzie w  biegu na 800 metrów odpadł w eliminacjach, zajmując ostatnie, 7. miejsce w 1. biegu, uzyskując czas 1:48:41.
W swojej karierze wielokrotnie zdobywał mistrzostwo kraju – m.in. w 2014 (na 800 i 1500 metrów), 2013 (na 800 i 1500 metrów, a także w sztafecie 4 x 100 metrów), 2012 (na 200, 400 i 800 metrów), 2011 (na 100, 200 i 400 metrów) i 2010 (na 200 i 400 metrów).
Hajdari jest rekordzistą Kosowa w biegach na dystansie 800 metrów (1:47,40; Mitrowica, 31 sierpnia 2014), 800 metrów w hali (1:49,31; Stambuł, 16 lutego 2019), 1000 metrów (2:23,08; Mitrowica, 23 sierpnia 2014), 1000 metrów w hali (2:22,15; Stambuł, 18 lutego 2018), 1500 metrów (3:46,77; Skopje, 19 lipca 2014), 1500 metrów w hali (3:47,68; Birmingham, 3 marca 2018) i 1 mili (4:16,68; Mitrowica, 27 września 2014).

## Osiągnięcia
| Rok  | Impreza                               | Miejsce        | Konkurencja             | Lokata     | Wynik   |
| ---- | ------------------------------------- | -------------- | ----------------------- | ---------- | ------- |
| 2015 | Mistrzostwa świata                    | Pekin          | 800 metrów              | eliminacje | 1:47,70 |
| 2016 | Halowe mistrzostwa krajów bałkańskich | Stambuł        | 1500 metrów             | 5. miejsce | 3:53,18 |
| 2016 | Mistrzostwa małych krajów Europy      | Marsa          | 800 metrów              | 1. miejsce | 1:48,43 |
| 2016 | Mistrzostwa krajów bałkańskich        | Pitești        | 800 metrów              | 2. miejsce | 1:48,55 |
| 2016 | Mistrzostwa krajów bałkańskich        | Pitești        | sztafeta 4 × 400 metrów | 7. miejsce | 3:16,87 |
| 2016 | Mistrzostwa Europy                    | Amsterdam      | 800 metrów              | eliminacje | 1:48,97 |
| 2016 | Igrzyska olimpijskie                  | Rio de Janeiro | 800 metrów              | eliminacje | 1:48:41 |
| 2017 | Igrzyska frankofońskie                | Abidżan        | 1500 metrów             | 6. miejsce | 3:52,93 |
| 2018 | Halowe mistrzostwa krajów bałkańskich | Stambuł        | 800 metrów              | 1. miejsce | 1:49,58 |
| 2018 | Halowe mistrzostwa świata             | Birmingham     | 1500 metrów             | eliminacje | 3:47,68 |
| 2018 | Mistrzostwa małych krajów Europy      | Schaan         | 800 metrów              | 1. miejsce | 1:49,26 |
| 2018 | Igrzyska śródziemnomorskie            | Tarragona      | 800 metrów              | eliminacje | 1:51,26 |
| 2018 | Mistrzostwa krajów bałkańskich        | Stara Zagora   | 800 metrów              | 2. miejsce | 1:48,29 |
| 2018 | Mistrzostwa Europy                    | Berlin         | 800 metrów              | eliminacje | 1:49,47 |
| 2019 | Halowe mistrzostwa Europy             | Glasgow        | 800 metrów              | eliminacje | DNS     |
| 2019 | Mistrzostwa świata                    | Doha           | 800 metrów              | eliminacje | 1:47,98 |